# Kaplica Nibbia
Kaplica Nibbia (malt. Il-Kappella ta' Nibbia) – nieistniejąca już rzymskokatolicka kaplica pod wezwaniem Matki Bożej Miłosierdzia, w Valletcie na Malcie. Fundatorem kaplicy był Fra Giorgio Nibbia, rycerz Zakonu św. Jana. Została ufundowana w roku 1619, a znajdowała się obok cmentarza, na którym grzebano zmarłych pacjentów pobliskiej Sacra Infermeria.
W roku 1731 została przebudowana w stylu barokowym. W roku 1852 krypta kaplicy została udekorowana elementami ludzkich szkieletów, wziętych z przylegającego cmentarza, od czego otrzymała nazwę Kaplica Kości (ang. Chapel of Bones, malt. Il-Kappella tal-Għadam). W roku 1941 kaplica mocno ucierpiała podczas bombardowań, jej ruiny zostały następnie rozebrane. Na miejscu pozostały jedynie fundamenty. Prawdopodobnie krypta mogła przetrwać do dziś nieuszkodzona.

## Historia
Kaplica Nibbia została zbudowana w roku 1619 z funduszy rycerza Fra Giorgio Nibbia, który został tam pochowany po śmierci. Została poświęcona Matce Boskiej Miłosierdzia (lub Matce Boskiej Bolesnej Madonnie della Pietà) i stała obok cmentarza, gdzie grzebani byli pacjenci, zmarli w Sacra Infermeria. Była głównie używana do odprawiania mszy świętych za dusze tych zmarłych. Kaplica była popularnie nazywana ta' Nibbia, po rycerzu, który ją zbudował, lecz również taz-zuntier (maltańskie słowo, dawniej znaczące "cmentarz").
Oryginalna kaplica została rozebrana w roku 1730, i odbudowana w 1731 według projektu przypisywanego barokowemu architektowi Romano Carapecchia. W roku 1776 cmentarz Sacra Infermeria został zlikwidowany, a pozostałości pochówków przeniesione do ossuarium pod kaplicą.

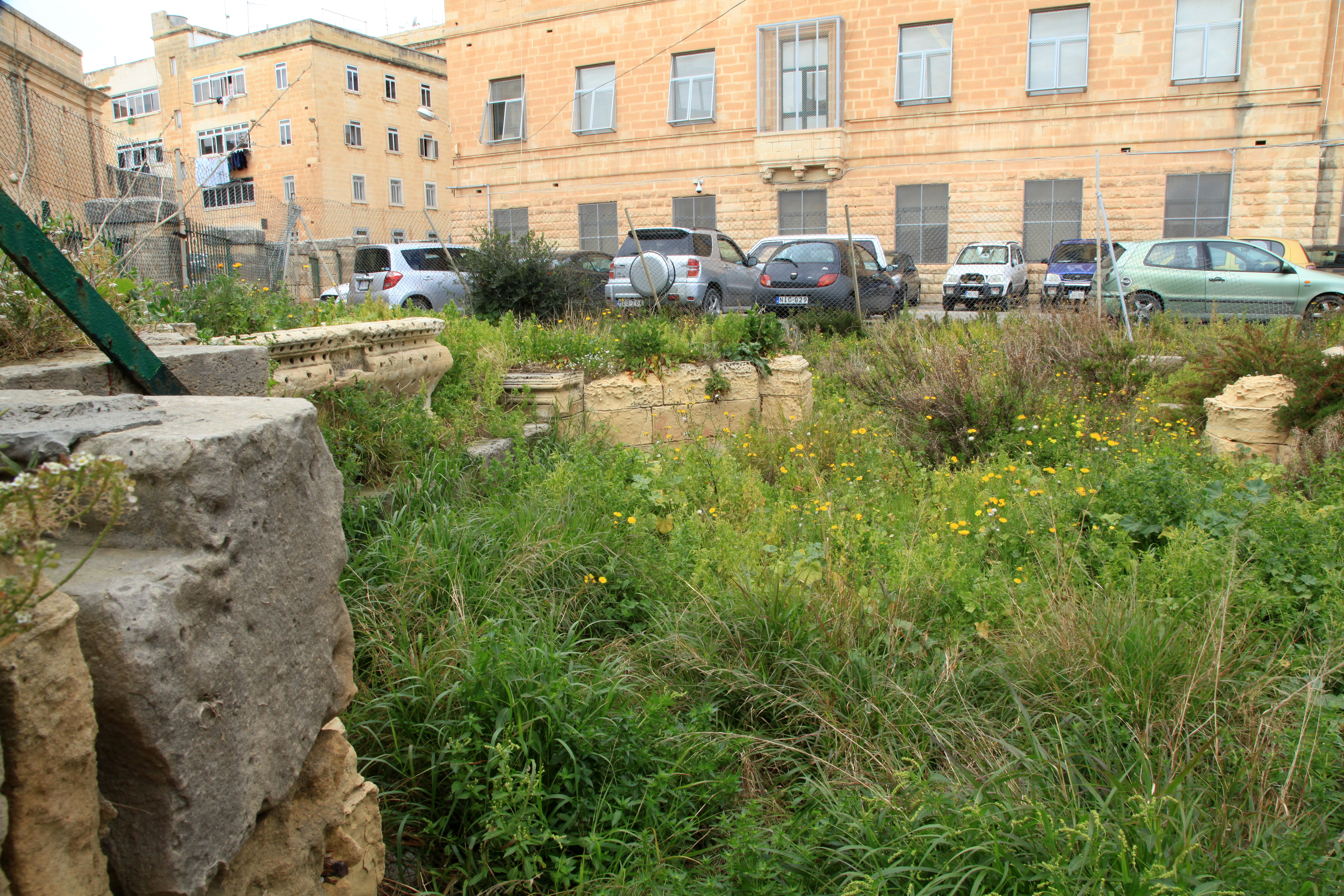
Pozostałości kaplicy Nibbia

W roku 1852 kapelan szpitala ks. Sacco postanowił udekorować kryptę kaplicy ludzkimi szczątkami z cmentarza. Od tego czasu zaczęła być znana jako Kaplica Kości, i od wczesnego XX wieku była atrakcją dla Maltańczyków oraz turystów. Wydano nawet kilka pocztówek przedstawiających jej wnętrze.. Z biegiem lat lokalna tradycja mówiła, że kości pod kaplicą nie należą do pacjentów Sacra Infermeria, lecz do walczących, którzy zginęli podczas Wielkiego Oblężenia Malty w roku 1565.
Św. George Preca prowadził w kaplicy konferencje na temat eschatologii chrześcijańskiej. Liczni pielgrzymi odwiedzali to miejsce, zwłaszcza w listopadzie.

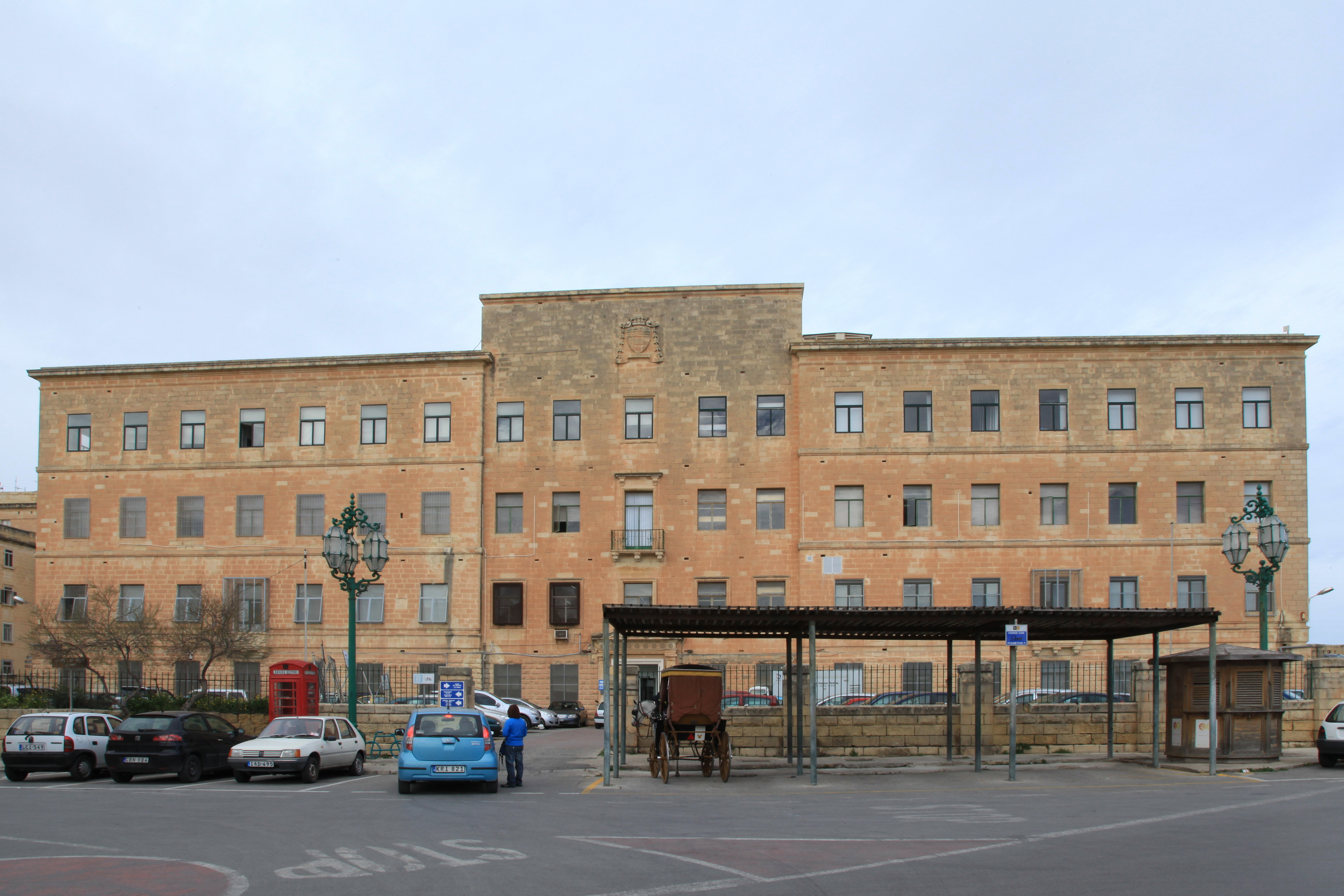
Evans Building, na którego terenie znajdują się pozostałości kaplicy

Budynek kaplicy został uszkodzony w czasie II wojny światowej, podczas bombardowania lotniczego 14 lutego 1941 roku. Pewna ilość szczątków zmarłych została zebrana i pochowana na cmentarzu Addolorata, chociaż krypta mogła przetrwać nienaruszona. Ruiny kaplicy rozebrano w późnych latach 70. XX wieku, pozostawiając jedynie kilka szczątków na miejscu.
Pozostałości kaplicy, w tym sarkofag fundatora, znajdują się dziś na ogrodzonym terenie obok parkingu Evans Building. W roku 2002 ruiny zostały odświeżone przez Archaeological Services Cooperative oraz Grupp Arkeologiku Malti (Maltańska Grupa Archeologiczna), lecz od tego czasu popadły w stan zaniedbania. Pozostałości kaplicy zostały w roku 2008 zaliczone przez Malta Environment and Planning Authority do zabytków narodowych klasy B.

## Architektura
Kaplica Nibbia była ośmiokątnym budynkiem z kopułą. Na fasadzie znajdował się olbrzymi portal z głównym wejściem, obramowanym z każdej strony dwoma doryckimi pilastrami. Drzwi posiadały architraw z marmurową płytą, zwieńczoną półokrągłym frontonem. Powyżej, pomiędzy kilkoma małymi pilastrami i zwojami, umieszczone było centralnie łukowe okno. Wszystko to oddzielone było od niższego poziomu przez cienki gzyms. Cały budynek zwieńczał trójkątny fronton.

### Krypta

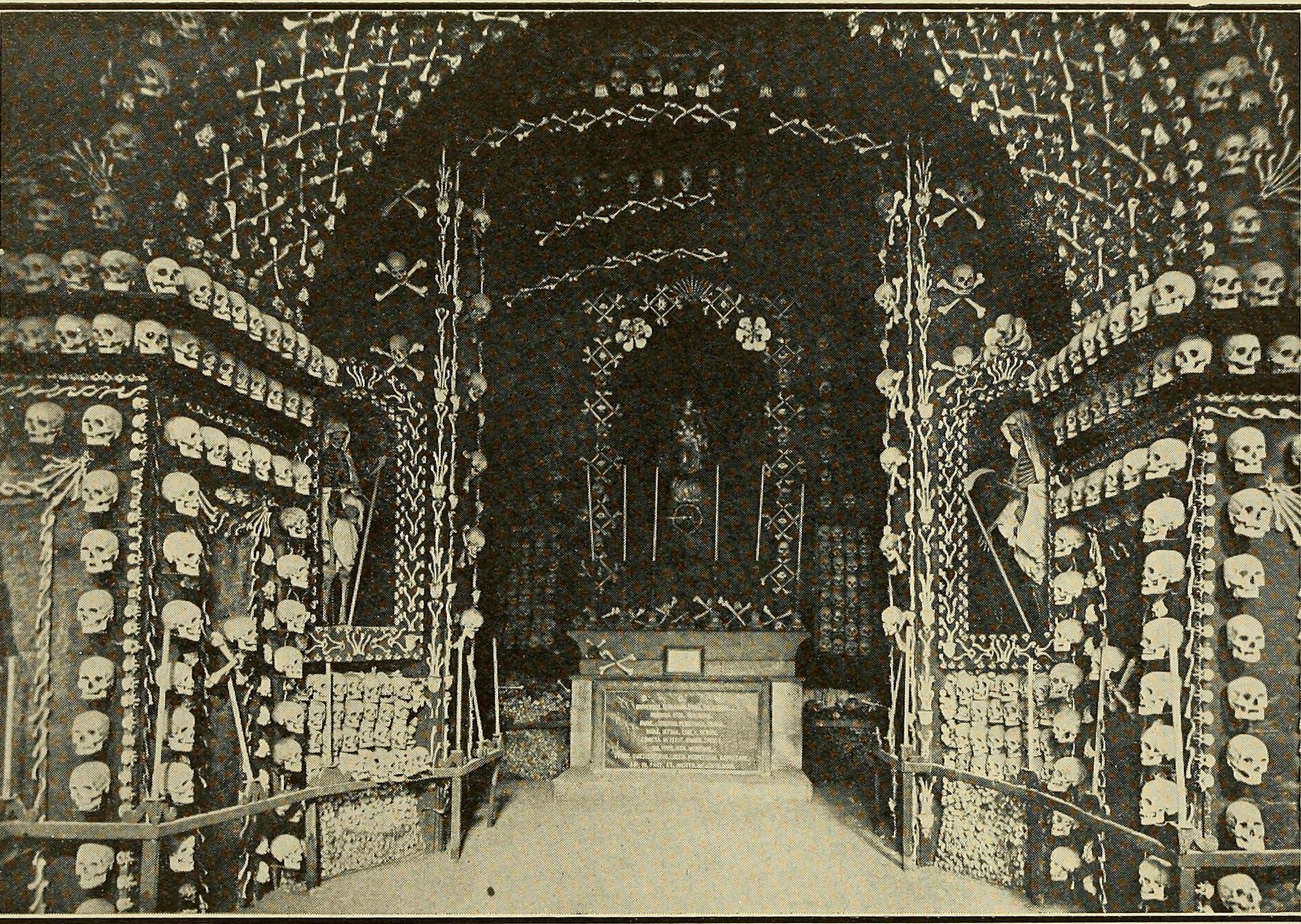
Kaplica Kości

Kaplica posiadała sklepioną podziemną kryptę, służącą jako ossuarium. Pozostałości szkieletów pacjentów zmarłych w Sacra Infermeria zostały umieszczone na ścianach w ozdobnych wzorach, od tego czasu krypta zaczęła być ogólnie znana jako Chapel of Bones (Kaplica Kości). Znajdował się tam jeden ołtarz, na którym była łaciński napis, opłakujący przemijalność życia i proszący o modlitwę za zmarłych.
Nie jest znana dokładna lokalizacja krypty, być może znajdowała się pod samą kaplicą, ale mogła też być w jej bezpośrednim sąsiedztwie. Choć kaplica została zniszczona w czasie II wojny światowej, krypta mogła przetrwać nienaruszona.